# Tabajd
Tabajd là một thị trấn thuộc hạt Fejér, Hungary. Thị trấn này có diện tích 26,57 km², dân số năm 2010 là 981 người, mật độ 37 người/km².